# Тасування

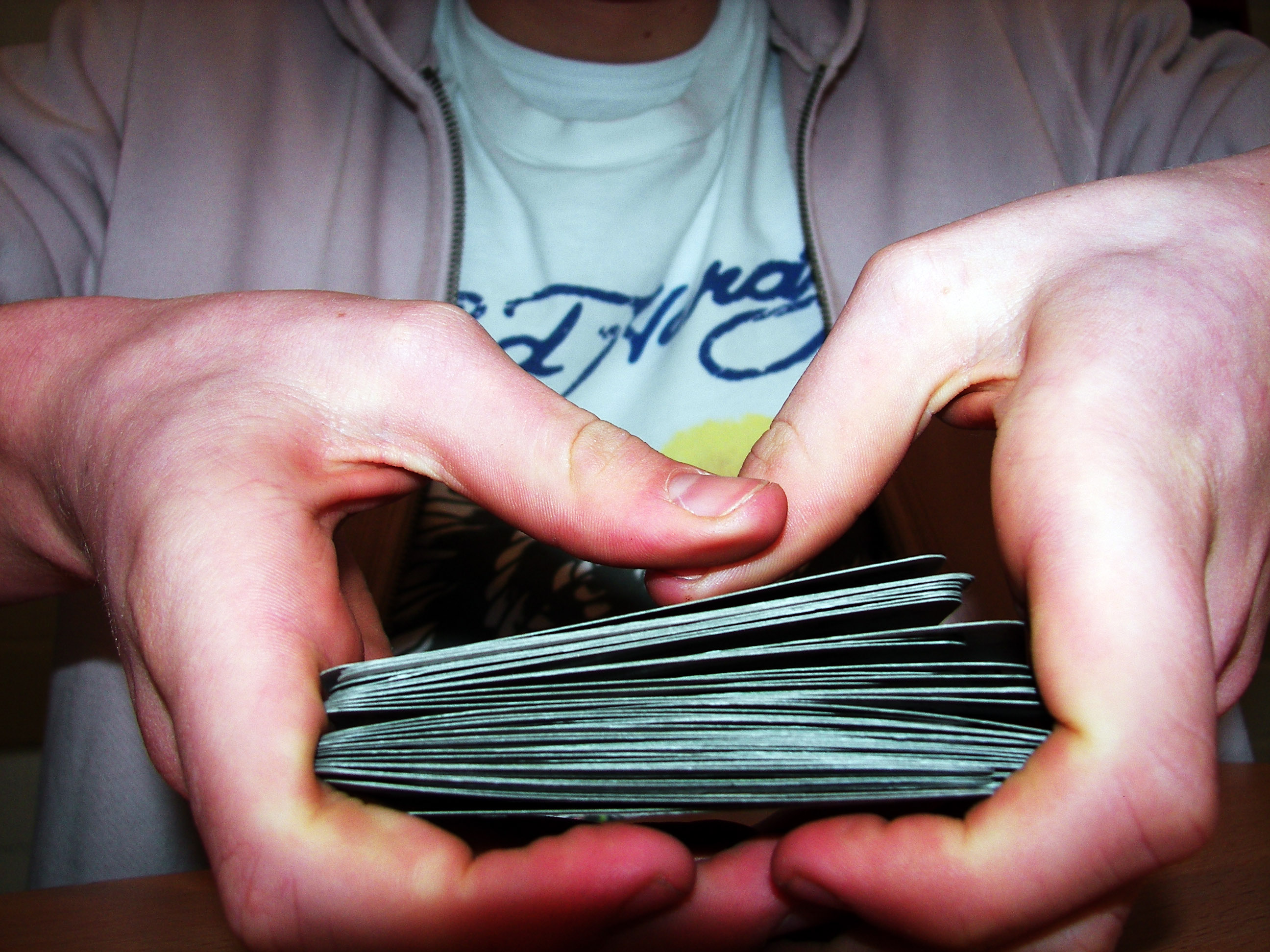
Каскадне тасування

Тасування — перемішування гральних карт, зазвичай з метою отримати максимально непередбачуваний розподіл карт у колоді. Найчастіше під максимальною непередбачуваністю йдеться не тільки про випадковість послідовності карт, але й непрозорість результату для тасувальника і спостерігачів до тих пір, поки карти лежать сорочками вгору. Також цей термін часто застосовується в алегоричному сенсі (наприклад, тасувати гравців — постійно міняти склад команди).

## Засоби тасування
Існують різні способи тасування:
- riffle shufle (накладне переміщення);
- hindu shuffle.

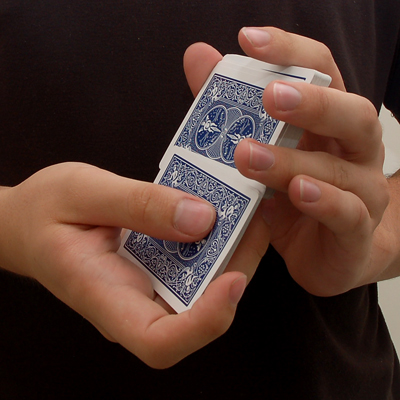
Тасування карт методом накладного переміщення

Один з них нагадує швидке перегортання сторінок книги (саме такий вид тасування часто і вживається при застосуванні цього терміна в інших контекстах).
Для тасування карт в казино застосовуються шафл-машини.

### Мексиканське спіральне тасування
Різновид тасування колоди гральних карт, що набула поширення 1860—1890-х в районах Мексики, що межують з США. Проводиться так: верхня карта колоди карт кладеться на стіл; нова верхня (колишня друга) карта забирається під низ колоди; наступна нова верхня на стіл; наступна нова верхня знову під низ колоди тощо. Цикл повторюється до тих пір, поки всі карти не опиняться на столі.
Зазвичай проводиться після більш традиційних тасовок, наприклад riffle shufle або hindu shuffle.
Мексиканське спіральне тасування не отримало широкого поширення через те, що займає тривалий час. З переваг слід відзначити те, що воно дозволяє повністю візуально контролювати карти, що знаходяться на столі, що виключає можливість підміни карт або нейтралізації зняття.

## Інші застосування
Даний засіб також використовується і в інтерфейсах програм (наприклад, Time Machine).